# Michał Ciebiera
Michał Jakub Ciebiera (ur. 16 lutego 1986 w Rzeszowie) – polski lekarz, naukowiec, nauczyciel akademicki, profesor nauk medycznych.

## Życiorys
W 2011 ukończył studia w Wydziale Lekarskim Uniwersytetu Medycznego w Lublinie. Ukończył studia podyplomowe Zarządzanie w Ochronie Zdrowia w Wydziale Zarządzania Uniwersytetu Warszawskiego (2015) oraz Prowadzenie i Monitorowanie Badań Klinicznych w Akademii Leona Koźmińskiego (2016). W 2024 ukończył program Executive Master of Business Administration (EMBA) w ochronie zdrowia w Uniwersytecie Medycznym w Lublinie. Specjalista w dziedzinie położnictwa i ginekologii (2019), endokrynologii ginekologicznej i rozrodczości (2021) oraz endokrynologii (2025). 
Stopień doktora nauk medycznych uzyskał w 2017 w Centrum Medycznym Kształcenia Podyplomowego na podstawie rozprawy pt. "Ocena korelacji pomiędzy stężeniem witaminy D3 i transformującego czynnika wzrostu beta3 w surowicy krwi a ryzykiem wystąpienia mięśniaków macicy w wybranych populacjach kobiet". W 2019 w tej samej uczelni uzyskał stopień doktora habilitowanego na podstawie cyklu prac pt. "Badanie patofizjologii mięśniaka gładkokomórkowego macicy ze szczególnym uwzględnieniem ścieżek biologicznych zależnych od transformującego czynnika wzrostu beta oraz czynnika martwicy nowotworu alfa i wynikające z tego możliwości terapeutyczne". W 2020 otrzymał stanowisko profesora uczelnianego w Centrum Medycznym Kształcenia Podyplomowego. W 2024 otrzymał tytuł naukowy profesora.
Od 2024 pełni funkcję konsultanta wojewódzkiego w dziedzinie endokrynologii ginekologicznej i rozrodczości dla województwa mazowieckiego.
Zawodowo związany z Centrum Medycznego Kształcenia Podyplomowego. Profesor i pełniący obowiązki kierownika w II Klinice Położnictwa i Ginekologii CMKP oraz Dyrektor Warszawskiego Instytutu Zdrowia Kobiet, będącego częścią Szpitala Bielańskiego, a także Lekarz Kierujący Oddziałem Ginekologii w tym podmiocie leczniczym. Kierownik administracyjny i wykładowca szeregu kursów dla lekarzy specjalizujących się w położnictwie i ginekologii, ginekologii onkologicznej oraz endokrynologii.
Zajmuje się m.in. ekspercką ultrasonografią w ginekologii i położnictwie, małoinwazyjną ginekologią operacyjną, a w szczególności chirurgią reprodukcyjną (w tym zaawansowaną laparoskopią i histeroskopią) oraz diagnostyką i leczeniem mięśniaków macicy. W swojej pracy naukowej prowadzi badania dotyczące patofizjologii i wpływu różnych czynników na powstawanie i wzrastanie tych guzów. Odbył zagraniczny staż naukowy w Uniwersytecie Illinois w Chicago. Tematyka stażu dotyczyła badań nad nowymi substancjami w zachowawczym leczeniu mięśniaków macicy. Aktywnie współpracuje naukowo z krajowymi i zagranicznymi ośrodkami ginekologicznymi, współbadacz w grantach naukowych dotyczących mięśniaków macicy.
Członek Polskiego Towarzystwa Ginekologów i Położników, w pracach którego w ramach oddziału mazowieckiego, tj. Warszawskiego Towarzystwa Ginekologicznego, bierze aktywny udział (m.in. były skarbnik oraz przewodniczący komisji rewizyjnej), a także Polskiego Towarzystwa Medycyny Rozrodu i Embriologii, Polskiego Towarzystwa Ginekologii Onkologicznej, Polskiego Towarzystwa Andrologicznego i Polskiego Towarzystwa Medycyny Stylu Życia. Ponadto członek międzynarodowych towarzystw naukowych, w tym European Society of Human Reproduction and Embriology, European Society of Gynaecological Oncology, International Ovarian Tumor Analysis oraz The Kościuszko Foundation Alumni.

## Publikacje
Autor lub współautor ponad 160 publikacji w zakresie położnictwa, perinatologii, ginekologii i endokrynologii ze szczególnym uwzględnieniem patofizjologii mięśniaków macicy, endometriozy, ultrasonografii, endoskopii (w szczególności histeroskopii i laparoskopii).

## Odznaczenia
- Brązowy Krzyż Zasługi (2024)[7]